# マイナスワン
マイナスワンは、複数の音声から、ある特定の一つの音声を消去した状態を示す。数学的概念からきており、N個の音声からひとつの音声を引く、すなわち「N-1」であり、「エヌマイナスワン」が元来の正式呼称である。

## 概要
マイナスワンは元来、テレビ・ラジオなどの放送、演劇、コンサート、映画制作などにおいて、広く用いられる電気信号のひとつである。
ただし、楽器の演奏練習などに用いる、すなわち自分の演奏パートの音声が無い録音済みテープも「マイナスワン・テープ」と呼ばれる。つまり、カラオケもマイナスワンの一種である。
また、テレビ中継などで、スタジオから離れた場所にいる出演者に伝送する音声や、音声伝送経路を含めたシステム全体を指すのにも、マイナスワンという表現が使われる。

## 信号の作成

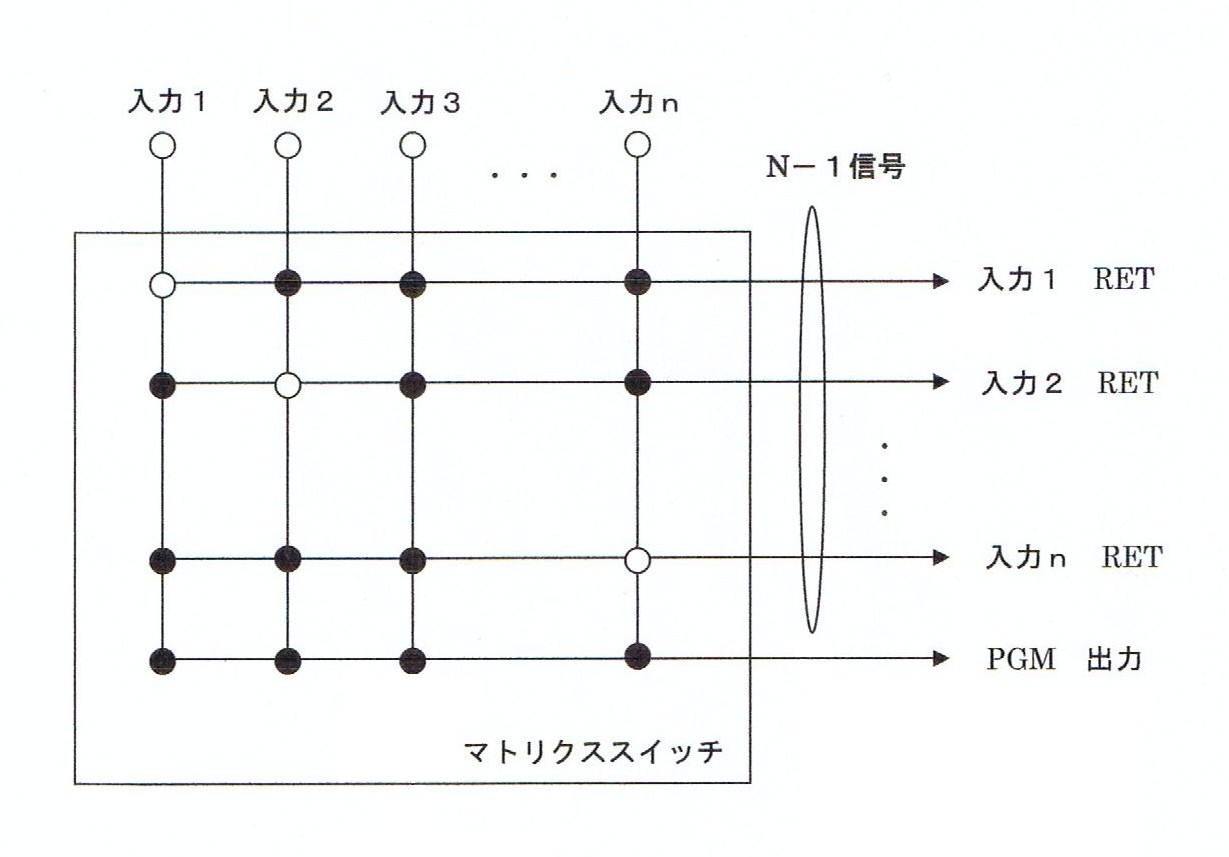

以下、音声電気信号「N-1」を例にして示す。右は概念図である。図中マトリクススイッチ中の黒丸はクロスポイント接続、白丸はクロスポイント未接続であることを示す。マトリクススイッチを用い、それぞれの入力に対して、その入力信号1個を抜き、それ以外の入力信号を混合してそれぞれの入力先にモニター用として返すための 「RET」（リターン）信号を作る。すなわち、N個の入力信号から1個の入力信号を引いたものとなることから「N-1」信号と呼ばれる。これに対して「PGM」（プログラム）出力信号はすべての入力信号の和となることから、「ALL MIX」(オールミックス）信号などとも呼ばれる。なお、今日の音声調整卓（ミキシングコンソール）などには標準的にN-1信号をつくるための、マトリクス回路が搭載されており、加えてそれぞれの信号の混合割合を細かく変えることができるようになっているものが多い。

## 用途
マイナスワンは多目的にケース・バイ・ケースで用いられる。最も基本的な例としては、テレビ・ラジオのスタジオにおいて、出演者に番組の進行状況を知らせるためには「番組の音声」を聞かせる必要がある。このときスタジオ内に設置したモニター用スピーカーから、出演者の声の入ったPGMをそのまま出すと、マイクロフォンにより集音した出演者の声が、モニター用スピーカーから出て、これが再び同じマイクロフォンより音声増幅器に入り込むため、音声増幅器は発振してしまう。
これを防ぐためには、電気的にはマイクロフォンがPGMを拾わないようにイヤホンを用いてPGMを直接、出演者の耳に返せばよいが、ラジオの場合はともかく、出演者の「姿」の必要なテレビの場合、モニター用のイヤホンは可能な限り用いたくはない。また、PGMに含まれる出演者自身の声が聞こえると、出演者は喋りにくく、それでも喋ることができるようになるにはかなりの訓練を要する。特に自分自身の声に時間差がつくような場合には、訓練された出演者であっても喋ることができなくなる場合が多い。このような場合、マイナスワンは好んで用いられる。テレビ中継などでレポーターが喋り出して直ぐに、自らイヤホンを外してしまうトラブルはマイナスワンの不具合によることが多い。
音楽ステージなどにおいては、各楽器の演奏者などに自分以外の音をモニターとして聞かせるために使われる。各楽器の演奏者ごとにそれぞれ異なるマイナスワンが必要となることもあり、フルバンドなどではPGM系統を上回る大規模な系統となる。このような場合、ミキシングコンソール内蔵のマトリクス回路だけでは足らなくなり、マイナスワン専用のルーティングスイッチャなどが併用される。